# Wojciechów (Olesno)
Wojciechów (deutsch Albrechtsdorf) ist eine Ortschaft in Oberschlesien. Sie liegt in der Stadt-und-Land-Gemeinde Olesno (Rosenberg O.S.) im Powiat Oleski in der Woiwodschaft Opole (Oppeln).

## Geographie

### Geographische Lage
Das Dorf Wojciechów liegt im nordöstlichen Teil Oberschlesiens im Rosenberger Land. Das Dorf Wojciechów liegt rund zwei Kilometer nordwestlich der Kreisstadt Olesno und etwa 48 Kilometer nordöstlich der Woiwodschaftshauptstadt Opole.
Der Ort liegt in der Wyżyna Woźnicko-Wieluńska (Woischnik-Wieluń Hochland) innerhalb der Obniżenie Liswarty (Lisswarther Senke). Wojciechów liegt am Stober. Nördlich des Dorfes liegen weitläufigen Waldgebiete. Durch den Ort verläuft die Landesstraße Droga krajowa 11.

### Ortsteil
Ortsteil von Wojciechów ist Osiedle Wojciechów (Siedlung Albrechtsdorf).

### Nachbarorte
Nachbarorte von Wojciechów sind im Nordwesten Stare Olesno (Alt-Rosenberg) und im Südosten der Gemeindesitz Olesno (Rosenberg).

## Geschichte
Nach dem Ersten Schlesischen Krieg 1742 fiel Albrechtsdorf mit dem größten Teil Schlesiens an Preußen. 
Nach der Neuorganisation der Provinz Schlesien gehörte die Landgemeinde Albrechtsdorf ab 1816 zum Landkreis Rosenberg O.S. im Regierungsbezirk Oppeln. 1845 bestanden im Dorf eine katholische Schule, eine Försterei, eine Brennerei, eine Brauerei, ein Kalkofen, ein Sägewerk und 93 Häuser. Im gleichen Jahr lebten in Albrechtsdorf 772 Menschen, davon neun jüdisch. Zu Albrechtsdorf gehörten zu diesem Zeitpunkt die Bialer Mühle, Borek, Dworzanski, Ewaldshütte, Kiemühle, Walchermühle, Pieklermühle sowie die Schlossmühle. 1855 zählte das Dorf 848 Menschen. 1874 wurde der Amtsbezirk Albrechtshof gegründet, welcher aus den Landgemeinden Albrechtsdorf, Alt Rosenberg und Lowoschau und den Gutsbezirken Albrechtsdorf, Alt Rosenberg, Lowoschau und Walzen bestand. 1885 zählte Albrechtsdorf 606 Einwohner.
Bei der Volksabstimmung in Oberschlesien am 20. März 1921 stimmten im Ort 246 Wahlberechtigte für einen Verbleib Oberschlesiens bei Deutschland und 248 für eine Zugehörigkeit zu Polen. Auf Gut Albrechtsdorf stimmten 125 für Deutschland und 69 für Polen. Albrechtsdorf verblieb nach der Teilung Oberschlesiens beim Deutschen Reich. 1925 zählte Albrechtsdorf 1002, sowie 1933 979 Einwohner. Am 1. April 1939 wurde Albrechtsdorf in die Landgemeinde Alt-Rosenberg eingemeindet. Bis 1945 befand sich der Ort im Landkreis Rosenberg.
1945 kam der bis dahin deutsche Ort unter polnische Verwaltung und wurde anschließend der Woiwodschaft Schlesien angeschlossen und ins polnische Wojciechów umbenannt. Bereits im Mai 1945 wurde im Dorf ein Arbeitslager eingerichtet. Hier wurden Zivile, Kriegsgefangene und Mitglieder der NSDAP gefangen gehalten. Sommer 1945 zählte das Lager 900 Gefangene, darunter 200 Kinder. 1950 kam der Ort zur Woiwodschaft Oppeln und 1975 zur Woiwodschaft Tschenstochau. 1999 kam der Ort zum wiedergegründeten Powiat Oleski und wieder zur Woiwodschaft Oppeln.

## Sehenswürdigkeiten
- Wegekreuz

## Vereine
- Freiwillige Feuerwehr OSP Wojciechów
- Fußballverein LZS Wojciechów